# Biomphalaria glabrata
Biomphalaria glabrata is een in het zoete water levende slak (Gastropoda).
Biomphalaria glabrata is tussengastheer voor de trematode Schistosoma mansoni, die een van de belangrijkste besmetters is voor mensen met Schistosoma. De slak is een medisch belangrijke plaag, als gevolg van de overdracht van de ziekte intestinale schistosomiasis, de meest voorkomende van alle soorten schistosomiasis.
De parasiet Schistosoma mansoni (waarvan de Biomphalaria slakken dragers zijn) besmet ongeveer 83,31 miljoen mensen wereldwijd.